# 岩男潤子
岩男潤子（日语：／ Iwao Junko，1970年2月18日—），日本女性配音員、歌手、偶像藝人。出身於大分縣別府市。岩男潤子Office所屬。除了配音工作外，還與ZERAPH建立商業夥伴關係。身高155cm。AB型血。
早期有一段時間以和「潤」的名義活動。

## 經歷
1970年2月18日，岩男潤子誕生於大分縣別府市。上幼兒園的時候，她在家看老師彈風琴，用折疊的小木琴當鍵盤練習。然而，有一天她從幼兒園回到家，發現了一架立式鋼琴，被要求去上鋼琴課。童年時期，她在朋友和學校老師的眼中非常溫順。但她似乎沒有和任何人一起玩耍，而且太安靜，這讓老師們有所擔心。在家裡，她是兄弟姊妹中最開朗的一個，喜歡飯後家人唱歌給她聽。最先讓她想進軍演藝圈的就是。小學5年級的時候，她聽了從懂事起就聽過一遍又一遍的，開始想嘗試用自己的能力去演戲或唱歌。在自己心裡的某一處有種想要衝破安靜的自我的感覺。之後，少女時期的岩男潤子就已經崇拜赤鳥和松任谷由實，立志要成為一名歌手。
13歲時，岩男潤子在一本雜誌上看到了電影《試鏡》的試鏡訊息，被上面寫著「你也想成為一名歌手嗎？」的文宣所吸引，並從大分搬到了東京獨自追求自己的夢想。當時父親極力反對，但她向父親保證「如果10年後我還不能推出自己的歌曲，我就放棄然後回來」。然而，該電影卻被用作培訓學校生意的誘餌，岩男與其他在誤會之下來到東京的有抱負的歌手一起在一家經紀公司上課。此外，雖然最後有在電影《試鏡》中出現，但她只不過是個臨時演員。
在秘密擔任女子偶像團體「Saint Four」的姊妹組合「Little Wing」後，由於Saint Four成員板谷祐三子退團，她參加新成員的試鏡並通過。1986年成為正式成員，藝名出道。然而，加入時解散日期已經確定，該團體的活動也開始在走下坡，加上來自板谷粉絲的誹謗和嚴酷的課程讓她在身心上陷入困境，成員們的鼓勵毫無作用，於是她請求退出沒有留到解散。退團後，得知家人為經紀公司支付了大筆費用，她因沒有得到成果而感到沮喪，一時失去了在演藝圈發展的意欲。
之後，岩男潤子就讀明治大學附屬中野高等學校（定時制）期間，兼差做過摩天大樓員工咖啡廳的女服務生、清潔公司人員、麵包超人舞台表演主持人、送報員、事務員、銷售員，但接觸到了人性的陰暗面，她抱著「若有同樣的痛苦，那就做自己喜歡做的事吧」的想法，將試聽帶和簡介寄至唱片公司開始做宣傳。大約在這個時候，與石井光三以「潤」名義合作的二重唱歌曲（《滿開！PEOPLE TV》主題曲，Polydor發行）發行。
其聲音被批評為「幼稚」、「很多人在生理上可能會受不了」，隨著接受更多的課程失去了信心。雖然她很想成為一名配音員，但這段時間忙於打工和上課，所以沒有看過任何一部動畫。
高中畢業後，她繼續演藝活動，唱童謠，在音樂劇中扮演女歌手，並出現在NHK教育節目《科學疑問》上，但知名度都沒有提升，無法達成以個人名義發行單曲的目標，與父母約定的10年期限即將到來。她曾經想過引退，但有一次她在東京車站的一家售貨亭打工時，遇到一位偶像時代認識她的動畫相關人士告訴她「他們正在尋找會唱歌的配音員，為什麼不申請呢？」，結果她通過了試鏡，憑藉1994年電視動畫《奪寶奇謀》配音出道。她邊哭邊關上門說「我辛苦了10年……」高興地撕下行李箱上的膠帶，打電話給一直反對的父母說「請讓我再嘗試1年吧」。那時，父母告訴她這不僅僅是1年。要再努力10年，她的感覺是「我就再努力10年吧」。然後在1995年，發行單曲《連續的快門時機》，圓滿期待已久的獨唱歌手出道。同年12月23日，在東京TBS大廳舉辦首場個人演唱會。
代表歌曲是《手掌中的宇宙》。其他作品還有《Scarlet》和。
1995年
- 與井上喜久子作為聲優組合「御魚企鵝（日语：おさかなペンギン）」活動。這是由於岩男在當時的動畫《亂馬½》中唱了一首試唱帶[20]，而企鵝的由來來自（之後在2006年5月4日的，2010年12月31日的「動畫歌曲紅白2010（日语：アニソンキング）」中復活）。

1997年
- 11月，從之前所屬的81 Produce轉移至Starboard。

1998年
- 2月，與作曲家山本晴吉（日语：山本はるきち）結婚（2007年離婚）。

1999年
- 1月8日，以中野太陽廣場為開端，舉辦首場巡迴演唱會。
- 音樂會於3月25日在NHK大廳舉行，2000年1月5日至6日在澀谷公會堂舉行，同年9月9日在日比谷野外大音樂堂舉行。

2000年
- 最後一場巡迴演唱會於12月28日在東京厚生年金會館（日语：東京厚生年金会館）舉行。

2001年
- 11月，受命擔任家鄉別府市的「ONSEN Tourism別府特別觀光大使」。

2004年
- 9月20日，在關西的活動據點京都四條寺町的展演空間舉辦「都雅都雅（とがとが）」第50場紀念演唱會。
- 12月從Starboard獨立。成立已久的粉絲俱樂部「FC GOO」解散。

2005年
- 成立私人事務所「有限公司J.Island」（2014年變更為股份有限公司）。同年4月下旬，後援會「J.I club」取代粉絲俱樂部成立。
- 12月23日，在神奈川縣立音樂堂（日语：神奈川県立音楽堂）舉辦首次個人音樂會10週年的聖誕音樂會。

2008年
- 4月，因聲音異常等病症發作，重度顳骨突起（日语：乳様突起）發炎接受了緊急手術。暫時停止活動[21]。

2009年
- 2009年起，在夏威夷舉辦的國際低音提琴節爵士部門獲得最高獎項的貝斯手川村龍（日语：川村竜）受邀擔任製作人兼樂團團長，並與新的伴奏樂隊合作。

2010年
- 5月12日起，《岩男潤子的甜蜜推文時間》於niconico直播、Ustream上架播出（但是終盤只在niconico直播上播出）。

2011年
- 10月26日，動畫歌曲翻唱專輯《Anison Acoustics》發行。睽違3年首次以完整專輯方式發行。

2012年
- 7月5～8日，作為嘉賓與作曲家田中公平一起出現在法國巴黎舉辦的歐洲最大的日本文化娛樂活動「Japan Expo 2012」現場的舞台上。
- 7月28、29日，作為嘉賓與田中公平登上位於台灣台北市國立臺灣大學舉辦的同人誌特賣活動「FancyFrontier 20」的舞台上。兩個晚上都有完整樂隊的現場表演。

2013年
- 動畫歌曲翻唱專輯《Anison A to Z》將於1月23日繼前作之後發行。
- 3月17日，在原宿Quest Hall舉辦《Anison A to Z》的發行紀念音樂會。在時隔300人的個人演唱會上說：「有些人是時隔15年才看到的」。
- 6月1日，在橫濱體育館舉辦的「傳奇之節 2013」上角色扮演成《幻想傳奇》的敏特·亞德涅特（此時的衣裝是粉絲送的禮物）。
- 7月7日，迷你專輯《溫柔的種子（日语：やさしさの種子）》發行，翻唱了親自演出電視動畫《庫洛魔法使》的角色大道寺知世的角色歌曲。
- 8月12日，以「岩男潤子」圈名首次以個人身份參加Comic Market 84，並發表（之後每次都繼續以同一個圈名參加，並且直到88為止的CD發行）。
- 9月8日，在京都的舊立政小學（日语：京都市立立誠小学校）禮堂舉辦迷你專輯《溫柔的種子》的發行紀念演唱會。同日，在作為「京都國際漫畫動畫展2013」（通稱京maf）相關活動舉辦的《劇場版 庫洛魔法使》的放映會上，與飾演木之本櫻的丹下櫻、飾演李小狼的熊井統子作為談話嘉賓出現。
- 12月8日，作為嘉賓出席在熊本市舉辦的動漫流行文化節「Kumafes（日语：くまフェス）2013」。

2014年
- 2月15日、16日，作為嘉賓出現在台灣台北市國立台灣大學舉辦的同人誌特賣活動「FancyFrontier 23」的舞台活動上。15日晚間還舉辦了樂隊全員的現場演出。
- 4月26日，為紀念配音出道20週年，在Motion Blue橫濱舉辦名為「岩男潤子 ～20th Anniversary～ heal for people」的現場表演。
- 6月27日，自身第一本照片書發行。7月23發行同名專輯《voice》（不含迷你專輯和LIVE專輯，作為1/f時隔12年首張原創專輯）。
- 7月13日，在東京MAIN DINING舉辦專輯《voice》的紀念演唱會。
- 12月27日，於原定該日舉行的演唱會結束後，因慢性支氣管炎惡化而再次中止活動[22]（Comic Market 87、88方面由製作人川村代為出售）。

2015年
- 自身歌曲「小雞的報恩（日语：ピヨの恩返し）」於2月至3月間作為直播歌曲在NHK綜合《大家的歌（日语：みんなのうた）》播出（同年8月重播）。在NHK的音樂發佈網站「NHK SOUND」上提前發佈。CD單曲於同年4月25日發行（因原定收錄於專輯《voice》，故於活動暫停前完成錄製）。
- 7月1日轉移至株式會社蓮（Hachisu）。同時再次回歸歌迷俱樂部，成立了名為「八須（Hachisu）」的歌迷俱樂部（但是，僅憑一份報告就沒有招募成員就解散了）。此外，並從7月19日起，更換了其Twitter的官方賬號。
- 2015年7月的動畫《WORKING!!》（第3期）開始回歸配音活動。
- 9月23日，在「谷山浩子（日语：谷山浩子） 貓森見面會2015」再度展開歌唱事業。

2016年
- 1月26日起，《岩男潤子的GANNAMA！》作為《岩男潤子的甜蜜推文時間》的後續節目在niconico直播上發佈。
- 3月26日，在羽田機場內的TIAT SKY HALL舉行時隔1年半的首場個人音樂會「Departure」。
- 4月3日起，《岩尾純子的快樂飛行》在KBS京都電台播出。時隔9年首次推出電台常駐節目。
- 8月13日，「岩男潤子音樂會2016 ～Sound of music～」音樂會在銀座的YAMAHA音樂廳（日语：ヤマハホール）舉行。
- 10月21日起，在官方Twitter和部落格上宣布成為自由身。同時也宣布，上面YAMAHA音樂廳公佈的定於次年2月27日舉行的音樂會也將變更。

2017年
- 1月28日起，《岩男潤子的企鵝咖啡館》作為《岩男潤子的GANNAMA！》的後續節目在niconico直播上發佈（2021年6月終了）。
- 4月15日，舉辦「岩男潤子音樂會2017 -Wings-」。
- 10月28日，出席刈谷動畫2017特別實況。與今井麻美、桃井晴子及亞花聯合演出。
- 11月1日，在晚於該日期成立了岩男潤子Office辦公室，並屬於同一辦公室[23]。

2018年
- 2月18日，在自己的生日這天舉辦個人音樂會「Seasons」。
- 12月22日，舉辦個人音樂會「Winter Parade」。

2020年
- 1月19日，舉辦個人音樂會「Ever Green」。

2022年
- 3月5日，獲得第16屆聲優Awards高橋和枝（日语：高橋和枝）獎[24]。

2023年
- 6月10日，出席「傳奇之節（日语：テイルズ オブ フェスティバル）2023」。
- 7月28日～30日，出席在美國華盛頓特區所舉辦的「OTAKON（英语：Otakon） 2023」[25]。

2025年
- 6月7日，出席「傳奇之節2025」[26]。

除此之外，她也積極參加配音相關戶外活動。

## 人物、逸事
特長：鋼琴、電腦、滑雪。
學生時代，她最喜歡的科目是音樂和國語，最弱的科目是數學和英語。
岩男潤子是家裡4個兄弟姊妹中的長女，有3個弟弟。
其配音出道作品《奪寶奇謀》中，與瀧口順平和吉田理保子排成一排，她非常緊張，但吉田親切地對她說：「即使妳很緊張，妳也無法開始任何事情」。在《奪寶奇謀》的後期錄製中，角色瑪麗莎的聲音難免有些稚氣，因此無法展現出自己作為獨立女性的一面。在岩男配音出道20年後的照片書裡，當時擔任製作人的丸山正雄回憶：「我們都笑著圍觀，說『進來了一個什麼都不會的孩子』」。
起初，聽說井上喜久子要以獨唱歌手的身份演唱岩男的出道歌曲《連續的快門時機》時，錄音是以試唱帶的方式完成的。之後她多次負責井上的試唱帶。
其第2張專輯《Entrance》製作人齋藤貓說希望她成為一個廣泛的表演者，因此可以看到通過錄製唱出成人愛情的歌曲來消除偶像形象的意圖。
關於1998年宣布結婚的事情，她在2017年的慕客誌上表達了自己的遺憾，說出自己做了一件對不起曾經如此努力支持她的業內人士的事情。
在早期，明信片數量少到用橡皮筋就能擋住。她以為聽眾只有18到20人左右，但當她索取要明信片以贈送的特別CD時，卻收到了3個紙箱數量的明信片。
《岩男潤子與莊口彰久的SUPER ANIMEGA HIT TOP10》（以下簡稱《ANIMEGA》）因為第一次播出前很緊張，所以第一次就穿著布偶裝登場。本來打算只做一次，但是很受歡迎，所以每次都開始穿著布偶裝出現。
在《ANIMEGA》岩男潤子另一個人格的角色的出現，岩男以假聲扮演該角色。在《ANIMEGA》節目準備期間和節目結束後，岩男一直是工作人員的話題焦點，但當工作人員不斷擾亂岩男的自發性陳述時，工作人員說：「如果你這麼欺負她，她就會成為喔」這就是它誕生的由來。此後，第一次出現在該節目是當它宣讀下一集的預告時，這是日本放送廣播史上的第一次亮相，該節目是由節目AD小林順在1997年更新《ANIMEGA》期間創作的。的資料已在小林順的官方網站上發佈。

## 演出
粗體字表示主要角色。

### 電視動畫
1994年
- 卡拉OK戰士麥克次郎（日语：カラオケ戦士マイク次郎）（海）
- 足球小將翼J（青葉彌生、森）
- 足球王（日语：ゴールFH）（本條美奈子）
- 基因潛水員（提爾·尼·諾格、勇、電腦聲音）
- 超變身俏妞（日语：超くせになりそう）（守野千歲）
- 超時空要塞7（莎莉·聖福特）
- 奪寶奇謀（瑪麗莎·索恩[8]）

1995年
- 愛天使傳說（真奈美）
- 愛莉絲偵探局（竹取光、綾小路局、鴨之端普拉、綠龜丸、特巴科、小紅帽、扇貝王子、蘇、瑪格麗特）
- 怪盜Saint Tail（恭子）
- 新世紀福音戰士（1995年—1996年，洞木光[8]）
- 麵包超人（1995年—2025年，〈第2代〉、鬆餅妹妹、炒麵麵包妹妹、唐子妹妹）
- 櫻桃小丸子 (第2期)（1995年—2021年，健太〈長谷川健太〉[8]）
- 酷媽寶貝蛋（白雪姬子的媽媽、女性店員）
- 宇宙小毛球（河野美琪[8]）

1996年
- 哈利動物園（日语：はりもぐハーリー）（松鼠子）
- 浪客劍心（勝逸子）

1997年
- 救生戰士名乃節電器（因果悟）
- 城市獵人特別篇'97「再見我的甜心」（真風笑美[34]）
- 深海人魚傳說（日语：深海伝説MEREMANOID）（萊拉）
- 靈異獵人（麗子）

1998年
- 吸血姬美夕（曾根璃莉）
- 庫洛魔法使（1998年—2000年，大道寺知世[8]）
- 女惡魔人（不動純（日语：不動ジュン）[35]）

1999年
- 金田一少年之事件簿（水澤利緒）
- 格鬥小霸王（米爾）
- To Heart（1999年—2004年，來栖川芹香[36]、來栖川綾香）2系列[系列 1]
- 仙魔大戰2000（日语：ビックリマン2000）（克莉爾受神）
- 進化戰記（紗孔羅）
- 魔法使俱樂部（愛川茜）

2000年
- 夢幻天女（瑟蕾絲）
- 隨風飄的月影蘭（阿蔦）
- 六門天外（森林天使）

2004年
- 舞-HiME（日暮茜）
- 名偵探柯南（今井典子）
- Legendz 龍王甦醒傳說（拉德·赫本、妖精）

2005年
- 舞-乙HiME（茜·索瓦魯）
- 怪傑佐羅利（2005年—2006年，奈條、娘子公主、諾科、河童女孩、轆轤首 等）

2006年
- 歡迎加入N·H·K！（米亞）
- 天使心（白蘭）
- 銀河鐵道物語 ～永遠的分岐點～（詠嘆調維納斯）
- 地獄少女 二籠（千脇穗波[37]）
- 超級機器人大戰OG -Divine Wars-（日语：スーパーロボット大戦OG -ディバイン・ウォーズ-）（蕾菲娜·英菲爾德）
- Marginal Prince ～月桂樹的王子們～（緣朱的妹妹）
- 蟲師（節）
- 吉宗（日语：吉宗 (パチスロ)#アニメ版）（公主）

2007年
- 丸少爺（カビ子）
- 幸運☆星（岩崎南的母親〈岩崎穗乃歌〉）
- 羅密歐×茱麗葉（歐菲莉亞、蒙太古〈少年時期〉）

2009年
- Keroro軍曹（露比）

2010年
- 超級機器人大戰OG -The Inspector-（蕾菲娜·英菲爾德[38]）

2011年
- 魔法少女小圓（早乙女和子）
- 47都道府犬（日语：声優バラエティー SAY!YOU!SAY!ME!#47都道府犬）（大分犬）
- WORKING!!系列（2011年—2015，音尾春菜）2系列[系列 2]

2012年
- 一起一起這裡那裡（櫻川菊繪）
- 中二病也想談戀愛！（2012年—2014年，小鳥遊六花的母親）2系列[系列 3]
- HUNTER×HUNTER (2011年版)（奇曲＝揍敵客）
- 魔術快斗（健太·康奈利）

2013年
- 玉子市場（小百合）

2015年
- 牙狼〈GARO〉-紅蓮之月-（五兵衛的母親[39]）

2016年
- 魔法使 光之美少女！（2016年—2025年，莉莉婭[40]）2系列[系列 4]

2017年
- 鬼平（長谷川久榮[41]）

2018年
- 庫洛魔法使 透明牌篇（大道寺知世[42]）
- 新幹線變形機器人 辛卡利昂（洞木光、洞木回聲、洞木希望[43]）

2021年
- 進擊的巨人（2021年—2022年，莎夏·布勞斯的母親／莉莎）2系列[系列 5]
- 魔法紀錄 魔法少女小圓外傳 2nd SEASON -覺醒前夜-（早乙女和子）

### 電影動畫
1996年
- 劇場版 X（桃生小鳥[44]）

1997年
- 劇場版 天地無用！盛夏的聖誕夜（麻由華）
- 新世紀福音戰士劇場版：死與新生（洞木光）

1998年
- 藍色恐懼（霧越未麻[8]）

1999年
- 劇場版 庫洛魔法使（1999年—2000年，大道寺知世[45][46]）[系列 6]

2000年
- 麵包超人：炒麵麵包小子與黑仙人掌人（日语：それいけ!アンパンマン 人魚姫のなみだ）（炒麵麵包妹妹）

2001年
- 麵包超人：怪傑青蔥人與炒麵麵包小子（日语：それいけ!アンパンマン ゴミラの星）（炒麵麵包妹妹）

2007年
- 福音戰士新劇場版（2007年—2021年，洞木光[47]）3作品[系列 7]

2012年
- 劇場版 魔法少女小圓系列（2012年—2013年，早乙女和子）3作品[系列 8]

2013年
- 中二病也想談戀愛！[[[Wikipedia:格式手册/链接#章節|錨點失效]]]系列（2013年—2018年，小鳥遊六花的母親）2作品[系列 9]

2014年
- 宇宙戰艦大和號2199：星巡的方舟（勒樂萊·雷爾[48]）
- 玉子愛情故事（兔湯〈湯本小百合〉[49]）

2019年
- 劇場版 新幹線戰士：來自未來的神速ALFA-X（希望、光、回聲）

### OVA
1992年
- 世界之光 親鸞聖人（日语：世界の光 親鸞聖人）（覺信尼）

1994年
- GATCHAMAN（女朱庇特）
- 非常偶像Key（1994年—1997年，巳真兔季子[8]）
- 新·甜心戰士（夏子）
- 我不是天使（日语：天使なんかじゃない）（通子〈川上友子〉）
- 出發！哥吉拉島（安吉拉斯[9]）

1995年
- 下級生 MY PRETTY CLASS STUDENT（日语：下級生 MY PRETTY CLASS STUDENT）（七星美香）
- 黃金小子（社員B）
- 新海底軍艦（安妮特）
- 精靈使（日语：精霊使い）（香奈）
- 彌涅耳瓦公主（圖兒）
- 超時空要塞7 Encore（莎莉·聖聖福特）
- 超時空要塞7 Plus（亨尼西、莎莉·聖聖福特）

1996年
- 美少女雀士II（日语：アイドル雀士スーチーパイ）（筒子的怪物）
- 卡兹之翼（日语：バイストン・ウェル物語 ガーゼィの翼）（中巨留美子）
- 學校的幽靈 放學後之謎（S子）
- （蘇）
- BLUE SEED2（芭莉詩雅·塔基芭娜）
- 魔法使俱樂部（愛川茜）

1997年
- Psycho Diver 魔性菩薩（日语：サイコダイバー・シリーズ）（叶雪）
- 超光速Grandoll（日语：超光速グランドール）（天樹光）
- Variable Geo（日语：ヴァリアブル・ジオ）（増田千穗）
- 龍機傳承（菲娜）

1998年
- 戀愛候補生 STARLIGHT SCRAMBLE（日语：恋愛候補生 STARLIGHT SCRAMBLE）（月島玲香）

1999年
- 太陽之船（日语：太陽の船 ソルビアンカ）（弗洛爾）
- 銀河少女警察 The Animation（咲夜[50]）
- 浪客劍心 追憶篇（雪代巴）

2004年
- 幻想傳奇 THE ANIMATION（敏特·亞德涅特）

2006年
- 舞-乙HiME Zwei（茜·索瓦魯）

2008年
- 爆粗Band友（DMC粉絲、警官、客、上村、紗枝、客B、市民）
- 幸運☆星OVA（原創等視覺與動畫）（岩崎南的母親〈岩崎穗乃歌〉）

2011年
- 改造新人類（小時候的勝改藏、良子老師）

2017年
- 庫洛魔法使 透明牌篇 序幕 小櫻與二人的小熊（大道寺知世[51]）

### 網路動畫
- ONTAMA！（日语：おんたま!）（2009年，淺見美雪）
- 崩壞3rd 短篇動畫「Reburn: II」（2021年，卡羅爾[52]）

### 遊戲
1994年
- VR快打2（陳佩[53]）

1995年
- 銀河大小姐傳說優奈2（日语：銀河お嬢様伝説ユナ）（留衣·瑪莉亞·露西）

1996年
- 新世紀福音戰士（洞木光）
- 謎王（日语：謎王）（少女）
- NOëL NOT DiGITAL（日语：NOëL）（佐野倉惠壬）
- 瑪麗亞 娃娃屋詛咒（瑪麗亞）
- 銀河少女警察 ～2086～（咲夜·蘭賽瓦）
- 閃電英雄 大悟的大冒險（日语：ライトニングレジェンド 大悟の大冒険）（宇坂真由）
- Little Step（雪原璃沙）

1997年
- EVE burst error（日语：EVE burst error）（法條麻里奈）[注 1][53]
- 魔法師協奏曲2（日语：ウィザーズハーモニー）（鏡魔夜）
- 銀河大小姐傳說優奈3 -LIGHTNING ANGEL-（留衣·瑪莉亞·露西）
- Crime Crackers 2（日语：クライムクラッカーズ2）（西莉亞·哈塞爾伯格）
- 闇黑之劍 -Blade of the Darkness-（忍·龍道）
- 新海底軍艦（安妮特）
- 新世紀福音戰士 2nd Impression（洞木光）
- 新世紀福音戰士：鋼鐵戀人（洞木光）
- 真說侍魂 武士道烈傳（時姬、天姬）
- 續 初戀物語 ～修學旅行～（日语：続 初恋物語 〜修学旅行〜）（穆里爾早）
- 超光速Grandoll（日语：超光速グランドール）（天樹光）
- （阿魯拉·娜娜·L）
- 特勤機甲隊2（艾麗絲·諾克斯）
- Photogenic（日语：フォトジェニック (ゲーム)）（織原泉）
- POCKET LOVE（日语：ポケットラブ）（高尾水樹）
- 銀河少女警察 Re-inforce（咲夜·蘭賽瓦）
- 夢幻模擬戰IV（雪爾法妮爾）
- Refrain Love ～想見你～（日语：リフレインラブ#リフレインラブ 〜あなたに逢いたい〜）（矢茂霞、華色尚子）
- 龍機傳承2（菲娜·馬爾菲爾）

1998年
- EVE The Lost One（日语：EVE The Lost One）（法條麻里奈）[注 1]
- 魔法師協奏曲R（米蓮娜·雷恩·韋伯）
- Sequence Palladium（日语：Sequence Palladium）（埃雷梅亞＝克洛斯特新堡）
- 戀愛候補生 STARLIGHT SCRAMBLE（日语：恋愛候補生 STARLIGHT SCRAMBLE）（月島玲香）
- 幻想傳奇（敏特·亞德涅特）[注 2]
- 心跳 ON AIR 2（本人）
- 聖龍戰記2（提莉斯）
- NOëL3（佐野倉惠壬）
- 膝上的同居人（日语：ひざの上の同居人）（由紀）
- FOX JUNCTION（莉莉）
- Blaze & Blade（女戰士、盜賊）
- 公主戰記（日语：プリンセスクエスト）（佩比）
- POCKET LOVE 2（日语：ポケットラブ）（高尾水樹）
- 純愛騎士（日语：みつめてナイト）（萊斯利·洛皮卡納）
- 純愛騎士R（日语：みつめてナイト）（萊斯利·洛皮卡納）
- 悠久幻想曲 2nd Album（日语：悠久幻想曲）（克萊爾·科蘭）

1999年
- 動畫故事遊戲1 庫洛魔法使（大道寺知世）
- The Lost One Last Chapter of Eve（日语：EVE The Lost One）（法條麻里奈）
- 捍衛者（法蘭西娜·艾露瑪吉、瑪莉安公主）
- 銀河戰國列傳W2（日语：シュヴァルツシルト (ゲーム)）（阿德萊德·羅德·羅克福德2世）
- To Heart（來栖川芹香[54]、來栖川綾香）
- 真愛故事2（日语：トゥルー・ラブストーリー#トゥルーラブストーリー2）（風間小太刀）
- NOëL3 MISSION ON THE LINE（佐野倉惠壬）
- High School of Blitz
- 銀河少女警察 The 3rd Planet（咲夜·蘭賽瓦）
- Refrain Love 2（日语：リフレインラブ#リフレインラブ2）（華色尚子、翁薰）

2000年
- 機戰傭兵2（日语：アーマード・コア2）（奈爾·阿爾特）
- 庫洛魔法使 庫洛牌魔法（大道寺知世）
- 庫洛魔法使 知世的錄影大作戰（大道寺知世）
- 冒險奇譚II（日语：グランディアII）（提奧）
- 再見了，宇宙戰艦大和號 愛的戰士們（德雷莎（日语：テレサ (宇宙戦艦ヤマト)））
- 俄羅斯方塊 with 庫洛魔法使 永恆的心（日语：テトリス with カードキャプターさくら エターナルハート）（大道寺知世）

2001年
- 機甲兵團 J-PHOENIX（日语：機甲兵団 J-PHOENIX）（芬娜·克勞森）
- 新世紀福音戰士：綾波育成計劃（洞木光）

2002年
- 世界傳奇 魔幻迷宮2（日语：テイルズ オブ ザ ワールド なりきりダンジョン2）
- 經典傳奇Vol.1（日语：テイルズ オブ ファンダム Vol.1）（敏特·亞德涅特）

2003年
- 新世紀福音戰士2（洞木光）
- 新世紀福音戰士 綾波育成計劃 with 明日香補完計劃（洞木光）
- 新世紀福音戰士：鋼鐵戀人2nd（洞木光）

2005年
- 第3次超級機器人大戰α 終焉之銀河（莎莉·S·福特）
- 世界傳奇 魔幻迷宮3（日语：テイルズ オブ ザ ワールド なりきりダンジョン3）
- 深淵傳奇（敏特·亞德涅特）[注 3]
- 舞-HiME 命運的系統樹（日暮茜）

2006年
- 召喚夜響曲4（柯拉爾）
- 新世紀福音戰士機密檔案（日语：シークレット オブ エヴァンゲリオン）（洞木光）
- 新世紀福音戰士：鋼鐵戀人 特別篇（洞木光）
- 新世紀福音戰士2 被創造的世界 -another cases-（洞木光）
- 舞-HiME 命運的系統樹 修羅（日暮光）
- 舞-HiME 爆裂！ 風華學園激鬥史?!（日暮茜）
- 舞-HiME 鮮烈! 真 風華學園激鬥史!!（日暮茜）
- 舞-乙HiME 乙女舞鬥史!!（茜·索瓦魯）

2007年
- 超級機器人大戰OG ORIGINAL GENERATIONS（蕾菲娜·英菲爾德）
- 超級機器人大戰OG外傳（蕾菲娜·英菲爾德）
- 經典傳奇Vol.2（日语：テイルズ オブ ファンダム Vol.2）（敏特·亞德涅特）
- 名偵探福音戰士（日语：名探偵エヴァンゲリオン）（洞木光）

2008年
- 新世紀福音戰士 綾波育成計劃DS with 明日香補完計劃（洞木光）

2009年
- 世界傳奇 光明神話2（日语：テイルズ オブ ザ ワールド レディアント マイソロジー2）（敏特·亞德涅特）
- 決鬥傳奇（日语：テイルズ オブ バーサス）（敏特·亞德涅特）
- 幸運☆星 網路偶像名師（日语：らき☆すた ネットアイドル・マイスター）（岩崎南的母親〈岩崎穗乃歌〉）

2010年
- 幻想傳奇X版（敏特·亞德涅特）
- 幻想傳奇 變裝迷宮X（敏特·亞德涅特）

2011年
- 世界傳奇 光明神話3（日语：テイルズ オブ ザ ワールド レディアント マイソロジー3）（敏特·亞德涅特）
- 天堂II（教程語音）

2012年
- AQUAPAZZA（來栖川芹香[55]）[注 4]
- 魔法少女小圓 攜帶版（早乙女和子）
- 百鬼大戰繪卷（遊戲聲音起動時的聲音）[56]
- 第2次超級機器人大戰OG（蕾菲娜·英菲爾德）

2013年
- DISORDER6（日语：DISORDER6）（小早川[57]）
- ToHeart Heartful Party（來栖川綾香）

2016年
- 召喚夜響曲6 消逝的境界（日语：サモンナイト6 失われた境界たち）（柯拉爾[58]）
- 超級機器人大戰OG THE MOON DWELLERS（蕾菲娜·英菲爾德）

2017年
- 碧藍幻想（大道寺知世[59]）
- 鏡光傳奇（日语：テイルズ オブ ザ レイズ）（敏特·亞德涅特）

2018年
- 問答RPG 魔法使與黑貓維茲（大道寺知世[60]）
- 私立格里莫瓦魔法學園（日语：グリモア〜私立グリモワール魔法学園〜）（大道寺知世）

2019年
- 超級機器人大戰X-Ω（日语：スーパーロボット大戦X-Ω）（蕾菲娜·英菲爾德）
- 星海遊俠：回憶（日语：スターオーシャン:アナムネシス）（敏特·亞德涅特）
- 庫洛魔法使 快樂回憶（大道寺知世[61]）

2020年
- 東京放學後召喚師（日语：東京放課後サモナーズ）（菈娜希[62]）
- 崩壞3rd（卡蘿爾·佩珀[63]）
- 魔法氣泡!! Quest（日语：ぷよぷよ!!クエスト）（大道寺知世[64]）

2021年
- 超級機器人大戰30（阿嘉松紗孔羅）

### 廣播劇CD
- Are you Alice？（空洞巨龍）[注 5]
- 青空少女隊羽田、三鷹的青空道中（烏山千歲）
- 天使夜未眠（日语：アーシアン）有聲劇場3
- animate原創廣播劇 CAGE II（夏美）
- （畠山早紀）
- 夢幻天女 廣播劇專輯 天女的歌聲 ～The Hevenly Voice～（日语：妖しのセレス ドラマアルバム 天女の歌声〜The Hevenly Voice〜）（瑟蕾絲）
- （透示古）
- 隨時召喚！召喚夜響曲4（日语：いつでも召喚!サモンナイト4）（柯拉爾）
- EVE burst error 麻里奈篇（法條麻里奈）
- （街道青梅）
- 宇宙英雄物語（日语：宇宙英雄物語）（史黛拉公主）
- 星際少年隊 VOL.EXTRA 提前失去的樂園（埃利米爾）
- X CHARACTER FILE 5,7（桃生小鳥）
- 渦動破壞者Vortex Blaster（納丁）
- 庫洛魔法使 原創廣播劇專輯1、2（大道寺知世）
- KA·RE·SHI（白倉芽衣）
- 非常偶像Key RADIO PROGRAM #1、2、4（巳真兔季子）
- 岸和田博士的愛情科學（日语：岸和田博士の科学的愛情）（大山田花子）
- （東海林夢）
- 究極瘋狂大射擊（日语：究極パロディウス）（町留）
- 銀色鎮魂歌（伊莉絲）
- Crime Crackers 2 原聲劇場（西莉亞·哈塞爾伯格）
- 朱羅姬BOX Vol.1、Vol.3（美城日寄）
- 新海底軍艦—鋼鐵的鼓動STORY EDITION（安妮特）
- 深海人魚傳說（日语：深海伝説MEREMANOID） -悲傷之村，靈峰山的二人-（萊拉）
- 真說侍魂 武士道烈傳（天姬、時姬）
- 超級機器人大戰OG -The Inspector- 廣播劇CD vol.1（蕾菲娜·英菲爾德）
- STAR PINKY Q（STAR PINKY F）
- ZMAN 長瀞的故鄉（查圖）
- 續初戀物語（穆里爾早坂）
- Double Bind（高倉瑤子）
- 超光速Grandoll（日语：超光速グランドール） 廣播劇CD-ROM（天樹光）
- 羽翼天使（日语：翼を持つ者）（維爾·米歇爾〈維爾·蛟〉）
- 幻想傳奇（敏特·亞德涅特）
- 電擊大獎 Black Rod CD電影院（弗吉尼亞7）
- 天地無用！盛夏的嘉年華（麻由華）
- To Heart Piece Of Heart（來栖川綾香）
- Tokyo NOVA Act.1 BRAINHUNTER（日语：トーキョーNOVA）（粕川麗）
- 醫生×拳擊手 醫生被當狗飼養（美保）
- 夏子的酒（夏子）
- 睡美人Age（高井）[注 6]
- （奧里奇諾·康蒙斯）
- 膝上的同居人（日语：ひざの上の同居人）（由紀）
- FALCOM SPECIAL BOX（日语：ファルコムスペシャルBOX） '96 [DISC2] CD廣播劇 撼天神塔外傳（米雷耶）
- FALCOM SPECIAL BOX '97 [DISC1] CD廣播劇 英雄傳說III VS撼天神塔+VT（米雷耶）
- 夢幻之星Memorial Drama CD & Fanbook（芙蕾娜）
- 魔法氣泡 NO～TEN SPECIAL（巫巫（日语：ウィッチ (キャラクター)））[注 7]
- BROTHERS（日语：BROTHERS）（霧子）
- 公主戰記（日语：プリンセスクエスト）（佩比）
- 彌涅耳瓦公主（圖兒）
- HEAVEN1～ROOM／妻
- （竹姬、旁白）
- 進化戰記（紗孔羅）
- 紅屋25點主菜是推理小說2（葉子）
- POCKET LOVE（日语：ポケットラブ）（高尾水樹）
- 『舞-HiME』系列
  - 『舞-HiME』「實錄！『裏』風華學園史 第一章（日暮茜）
  - 『舞-乙HiME』「看到瑪莉亞小姐了～加爾迪羅貝秘裏日誌 Vol.1」（茜·索瓦魯）
  - 『舞-HiME★DESTINY ～龍之巫女～』過去和未來的羈絆（日暮茜）
- 超時空要塞7（莎莉·S·福特）
- 魔法使俱樂部文化祭 唱歌、浴衣和民族舞蹈（愛川茜）
- 守護月天！（小璘〈初代〉）
- 純愛騎士（日语：みつめてナイト）（萊斯利·洛皮卡納）
- 銀河少女警察 東方大都會事件檔案（咲夜·蘭賽瓦）
- 霸界王 ～我王凱牙對進化戰記～（2019年，阿嘉松紗孔羅）
  - side：我王凱牙「number.EX 再 -SAIKAI-」[65]
  - side：進化戰記「number.EX 求 -PROPOSE-」[66]
- Refrain Love ～想見你～（日语：リフレインラブ#リフレインラブ 〜あなたに逢いたい〜）（矢茂霞）
- Refrain Love 2 ～彷彿曾見過這片天空～（日语：リフレインラブ#リフレインラブ2）（翁薰）

### 有聲劇
- （解說、歌唱）[67]
- 朗讀 [68]

### 外語配音

#### 電影
- 飲食男女（朱家寧〈王渝文〉）

#### 動畫
- 忍者龜 (1987年東京電視台版)（瑪洛里公主）
- 小麵包機歷險記（英语：The Brave Little Toaster）（克里斯）
  - 小麵包機上火星（英语：The Brave Little Toaster Goes to Mars）
  - 小麵包機歷險記（英语：The Brave Little Toaster to the Rescue）
- The Wombles（英语：The Wombles）（邦哥）

### 柏青哥、角子機
- CR新世紀福音戰士（日语：CR新世紀エヴァンゲリオン）系列（洞木光）
- CR舞-HiME（日暮茜）
- 夜勤病棟（藤澤亞子）
- 夜勤病棟壹（藤澤亞子）
- CR吉宗（日语：吉宗 (パチスロ)#アニメ版）（公主）
- CR羅密歐×茱麗葉（奧菲莉亞）

### 廣告
- Sunday廣告劇場《犬夜叉》（日暮籬）
- （擔任主唱）
- SARABiO化妝品（日语：サラビオ温泉微生物研究所）（曲：ever green，演出、旁白）

### 電視節目
- 科學疑問（日语：はてな・サイエンス）（1992年，NHK教育）—大姐姐
- 自己做來玩（日语：つくってあそぼ）（1995年，NHK教育）—聲音演出

### 旁白
- BS漫畫夜話（日语：BSマンガ夜話）（1999年，NHK BS2）
- 高清電視科學館（NHK BShi）
- （東京電視網）
- SONYHandycam 視頻俱樂部（日本電視台）
- （2006年10月—2009年6月，東京電視網）
- 電影「砂時計」（TBS系列）特別節目
- Touch！eco 2008 為了明天…55個挑戰？SPECIAL（日语：Touch! eco 2008 明日のために…55の挑戦?スペシャル）（日本電視台）企業報告廣告
- 笑一笑又何妨！單元（瑪丹娜的聲音）（2013年4月16日，富士電視台系列。柴田秀勝負責單元標題名稱）

### 廣播節目
※記號表示網路廣播。
- 岩男潤子的普庫普庫企鵝公園（1995年，TBS電台）
- 岩男潤子的小漫畫之夜（1996年—1998年，文化放送）
- SUPER ANIMEGA HIT TOP10（日语：岩男潤子と荘口彰久のスーパーアニメガヒットTOP10#アニガメパラダイス）（1996年—1998年，日本放送）
- SUPER ANIMEGA THEATER（日语：岩男潤子と荘口彰久のスーパーアニメガヒットTOP10#スーパーアニガメシアター）（1998年，日本放送）
- ANIMEGA PARADISE 星期四（1998年—1999年，日本放送）
- still of the night（1999年—2001年，FM三重、FM岡山AIR-G'（日语：エフエム北海道） 等）
- 岩男潤子的Be Natural ～真實的自我～（2001年—2002年、綜合放送製作配給、地方AM電台放送局）
- 岩男潤子的風之道（2006年—2007年，FM小樽（日语：エフエム小樽放送局））
- 隨時召喚！召喚夜響曲4（日语：いつでも召喚!サモンナイト4）（2007年2月—4月，animateTV web（日语：アニメイトタイムズ））※
- PEOPLE ～石川二郎的樂趣從現在開始！～（2009年，FM青森 等）
- 岩男潤子的超！A&G音樂劇+豪華（日语：超!A&Gミュージック+プレミアム）（2010年，超！A&G+）※
- 岩男潤子的快樂飛行（日语：岩男潤子のハッピーフライト）（2016年—2018年，KBS京都放送）

### 舞台、朗讀劇
- 可果美劇場（日语：カゴメ劇場）親子音樂會（唱歌大姐姐）
- 住精音樂劇 安妮的愛（英语：Anne of the Island）（史黛拉）
- 東京電力音樂劇（旁白）
- Happy Ride（1996年，弘岡悅子）
- 物語劇場（2007年—2008年）
- WORKING!!（2012年，老顧客）
- （2014年）—由配音員茶風林策劃、導演的怪談朗讀會。
- 秋季朗讀劇【羈絆】（2022年）
- WAKU策劃vol.26（2022年，宮田昆布[69]）

### 錄影帶、DVD
- 御魚企鵝（日语：おさかなペンギン）TV
- 青山劇場音樂會「約束」
- 音樂會 kimochi in 東京國際論壇
- goo
- alive films
- Concert 1999～2000&MORE
- 我～喜歡聲優！採訪錄影帶 vol.1
- 岩男潤子 Junko Iwao Live 2007 ～be natural～
- Live Lab.岩男潤子
- 岩男潤子音樂會2017 Wings

## 音樂作品
Saint Four活動請參照「Saint Four」，御魚企鵝活動請參照「御魚企鵝」。
岩男潤子演唱的歌曲最大的特點就是以抒情曲和敘事曲為中心，營造以愛情為中心的傷感氛圍。以及，為死者營造懷舊氛圍的歌曲，歌曲種類繁多，比如《在你身邊》是一首安慰對方的歌曲。
後來，岩男自己也開始學習吉他，2004年到2005年岩男生病時，靠著她的家人支持，她發行了強調「家庭之愛」和對吉他的新挑戰的歌曲，並正在尋找新的領域。
在山本晴吉的企劃製作下，收到了相曾晴日和谷山浩子的很多詞曲（相曾和谷山繼續交流）。目前由川村龍企劃製作。她還創作了一些自己的音樂。

### 單曲
| 枚數              | 發行日期       | 單曲名稱（日文原名） | c/w                              | 規格         | 規格編號    |
| Pony Canyon       | Pony Canyon    | Pony Canyon          | Pony Canyon                      | Pony Canyon  | Pony Canyon |
| ----------------- | -------------- | -------------------- | -------------------------------- | ------------ | ----------- |
| 1st               | 1995年3月17日  | 連續的快門時機（）   |                                  | 8cmCD        | PCDG-00073  |
| 2nd               | 1996年2月21日  | 天空的奧卡利那（）   |                                  | 8cmCD        | PCDG-00079  |
| 3rd               | 1997年7月18日  | 手掌中的宇宙（手のひらの宇宙）     | Dream Dream                      | 8cmCD        | PCDAX-00001 |
| 4th               | 1998年12月12日 | 天空色的風（空色の風）       |                                  | 8cmCD        | PCDG-00103  |
| 5th               | 1999年2月17日  | 卒業                 | 卒業 (voice off)                 | 8cmCD        | PCDG-00104  |
| 6th               | 1999年4月21日  | dream on.            | dream on. -instrumental-         | 8cmCD        | PCDG-00106  |
| 7th               | 1999年10月20日 | 回到我身邊（私に帰ろう）       |                                  | 8cmCD        | PCDA-01189  |
| 8th               | 2000年4月19日  | Scarlet（）          | hurt (single mix)                | Maxi         | PCCA-01430  |
| 9th               | 2000年7月19日  |                      | 雨                               | Maxi         | PCCA-01450  |
| Gurukun Record    |                |                      |                                  |              |             |
| 10th              | 2000年8月8日   |                      |                                  | 8cmCD        | GKSD-0001   |
| Pony Canyon       |                |                      |                                  |              |             |
| 11th              | 2000年10月18日 | Deep Purple（）      | CANARY                           | Maxi         | PCCA-01470  |
| STARBOARD RECORDS |                |                      |                                  |              |             |
| 12th              | 2001年8月1日   | FESTAZINHO           | B+～in summer holiday～ SAZANAMI | Maxi         | STAR-2001   |
| J.island          |                |                      |                                  |              |             |
| 13th              | 2015年4月25日  | 小雞的報恩（）       |                                  | Maxi         | JICD-012    |
| 14th              | 2016年6月27日  | 快樂飛行迪斯可（ハッピーフライトディスコ）   |                                  | 數位音樂下載 |             |

#### 二重奏單曲
| 名義                 | 發行日期        | c/w             | 單曲名稱（日文原名）       | 規格            | 規格編號        |
| Starboard Music      | Starboard Music | Starboard Music | Starboard Music            | Starboard Music | Starboard Music |
| -------------------- | --------------- | --------------- | -------------------------- | --------------- | --------------- |
| 五十嵐浩晃、岩男潤子 | 2002年11月15日  | Ever            | Faraway 只有兩個人的聖誕節 | Maxi            | STAR-2002       |

### 原創專輯
| 枚數            | 發行日期       | 專輯名稱（日文原名） | 規格        | 規格編號    |
| Pony Canyon     | Pony Canyon    | Pony Canyon          | Pony Canyon | Pony Canyon |
| --------------- | -------------- | -------------------- | ----------- | ----------- |
| 1st             | 1995年4月5日   |                      | CD          | PCCG-00335  |
| 2nd             | 1996年7月19日  | Entrance             | CD          | PCCA-00978  |
| 3rd             | 1997年9月19日  | kimochi              | CD          | PCCG-00417  |
| 4th             | 1999年11月17日 | appear               | CD          | PCCA-01390  |
| 5th             | 2000年12月6日  | CANARY               | CD          | PCCA-01485  |
| Starboard Music |                |                      |             |             |
| 6th             | 2002年5月15日  | 1/f                  | CD          | STAR-1002   |
| J.island        |                |                      |             |             |
| 7th             | 2014年7月23日  | voice                | CD          | JICD-011    |
| BPS             |                |                      |             |             |
| 8th             | 2019年1月9日   | colors               | CD          | BPSC-1001   |

#### 迷你專輯
| 枚數        | 發行日期       | 專輯名稱（日文原名）       | 規格        | 規格編號    |
| Pony Canyon | Pony Canyon    | Pony Canyon                | Pony Canyon | Pony Canyon |
| ----------- | -------------- | -------------------------- | ----------- | ----------- |
| 1st         | 1995年11月1日  | 18號街的奇蹟（18番街の奇跡）           | CD          | PCCG-00349  |
| 2nd         | 1999年7月7日   | alive                      | CD          | PCCG-00496  |
| J.island    |                |                            |             |             |
| 3rd         | 2005年5月1日   | Sora no iro... Umi no iro… | CD          | JICD-001    |
| 4th         | 2005年10月9日  | Love Songs                 | CD          | JICD-002    |
| 5th         | 2006年7月1日   | ibuki                      | CD          | JICD-003    |
| 6th         | 2006年12月12日 | winter songs               | CD          | JICD-004    |
| 7th         | 2007年10月27日 | be natural                 | CD          | JICD-005    |
| 8th         | 2009年12月27日 |                            | CD          | JICD-006    |
| 9th         | 2013年7月7日   | 溫柔的種子（）             | CD          | JICD-010    |
| HACHISU     |                |                            |             |             |
| 10th        | 2015年8月16日  | JUNKO                      | CD          | HCS-0001    |
| 10th        | 2015年8月17日  | JUNKO                      | CD          | HCS-0001    |

#### LIVE專輯
| 枚數              | 發行日期       | 專輯名稱（日文原名）                        | 規格         | 規格編號    |
| Pony Canyon       | Pony Canyon    | Pony Canyon                                 | Pony Canyon  | Pony Canyon |
| ----------------- | -------------- | ------------------------------------------- | ------------ | ----------- |
| 1st               | 1998年2月18日  |                                             | CD           | PCCG-00442  |
| Starboard Records |                |                                             |              |             |
| 2nd               | 2001年5月19日  | JUNKO IWAO Concert Tour 1999-2000 FINAL     | CD           | STAR-1001   |
| Starboard Music   |                |                                             |              |             |
| 3rd               | 2002年12月4日  | LIVE at TOGATOGA ～想來參觀我的房間嗎～（LIVE at TOGATOGA ～私のお部屋に遊びに来ませんか～） | CD           | TRT-3       |
| J.island          |                |                                             |              |             |
| 4th               | 2010年12月26日 | for my friends, with my friends             | CD           | JICD-007    |
| 4th               | 2011年2月18日  | for my friends, with my friends             | CD           | JICD-007    |
| 5th               | 2015年12月23日 | Return to myself                            | 數位音樂下載 |             |

#### 動畫歌曲翻唱專輯
| 枚數     | 發行日期       | 專輯名稱（日文原名） | 規格     | 規格編號  |
| 環球音樂 | 環球音樂       | 環球音樂             | 環球音樂 | 環球音樂  |
| -------- | -------------- | -------------------- | -------- | --------- |
| 1st      | 2008年1月30日  | anime on bossa       | CD       | UPCH-1579 |
| J.island |                |                      |          |           |
| 2nd      | 2011年10月26日 | Anison Acoustics     | CD       | JICD-008  |
| 3rd      | 2013年1月23日  | Anison A to Z        | CD       | JICD-009  |

#### 精選專輯
| 枚數        | 發行日期      | 專輯名稱（日文原名）         | 規格        | 規格編號    |
| Pony Canyon | Pony Canyon   | Pony Canyon                  | Pony Canyon | Pony Canyon |
| ----------- | ------------- | ---------------------------- | ----------- | ----------- |
| 1st         | 1999年3月3日  | Favorite Song                | CD          | PCCG-00472  |
| 2nd         | 2010年3月15日 | 岩男潤子 Best Collection（岩男潤子 ベスト·コレクション） | CD          | PCCS-00093  |

#### 廣播CD
| 枚數        | 發行日期       | 專輯名稱（日文原名）       | 規格       | 規格編號   |
| BMG Victor  | BMG Victor     | BMG Victor                 | BMG Victor | BMG Victor |
| ----------- | -------------- | -------------------------- | ---------- | ---------- |
| 1st         | 1997年8月21日  | 岩男潤子的NET party（岩男潤子のNET party）    | CD         | BVCH-1530  |
| 2nd         | 1997年12月17日 | 岩男潤子的NET party II（岩男潤子のNET party II） | CD         | BVCH-1533  |
| Pony Canyon |                |                            |            |            |
| 3rd         | 1998年9月18日  |                            | CD         | PCCG-00464 |

#### 伴奏專輯
| 枚數            | 發行日期        | 專輯名稱（日文原名）           | 規格            | 規格編號        |
| Starboard Music | Starboard Music | Starboard Music                | Starboard Music | Starboard Music |
| --------------- | --------------- | ------------------------------ | --------------- | --------------- |
| 1st             | 2001年12月24日  | 岩男潤子作品集 Music Box vol.1 | 8cmCD           | STAR-3001       |
| 2nd             | 2003年12月24日  | 岩男潤子作品集 Music Box vol.2 | 8cmCD           | STAR-3002       |

### 商業搭配
| 曲名           | 商業搭配                                | 收錄作品               |
| -------------- | --------------------------------------- | ---------------------- |
| 連續的快門時機 | NHK綜合動畫《奪寶奇謀》形象歌曲         | 單曲《連續的快門時機》 |
| 天空的奧卡利那 | NHK《大家的歌》                         | 單曲《天空的奧卡利那》 |
| 手掌中的宇宙   | 非常偶像Key Ver.15「終了」主題歌        | 單曲《手掌中的宇宙》   |
| Scarlet        | 電視動畫《夢幻天女》主題歌              | 單曲《Scarlet》        |
| 小雞的報恩     | NHK《大家的歌》                         | 單曲《小雞的報恩》     |
| 快樂飛行迪斯可 | KBS京都《岩男潤子的快樂飛行》片頭主題曲 | 單曲《快樂飛行迪斯可》 |

### 參加樂曲
| 發行日期       | 商品名稱                                  | 歌       | 樂曲                                                                     | 備註                                         |
| -------------- | ----------------------------------------- | -------- | ------------------------------------------------------------------------ | -------------------------------------------- |
| 1990年7月25日  | 加拿大世界 ～紅髮安妮的家鄉               | 岩男潤子 | 「」                                                                     | 《清秀佳人》官方形象專輯                     |
| 1990年7月25日  | 加拿大世界 ～紅髮安妮的家鄉               | 岩男潤子 | 「」                                                                     | 《清秀佳人》官方形象專輯                     |
| 1995年11月1日  | 戀人是外星人的話                          | 岩男潤子 | 「」                                                                     | 電視動畫《宇宙小毛球》片尾主題曲             |
| 1995年11月1日  | 戀人是外星人的話                          | 岩男潤子 | 「STARSHIP 1996」                                                        | 電視動畫《宇宙小毛球》相關歌曲               |
| 1996年6月12日  | 魔法使俱樂部 Special 3                    | 岩男潤子 | 「」                                                                     | OVA《魔法使俱樂部》相關歌曲                  |
| 1997年12月25日 | Wizard's Harmony 2                        | 岩男潤子 | 「」                                                                     | 遊戲《魔法師協奏曲2》SEGA Saturn版片頭主題曲 |
| 1998年5月21日  | blue mirage                               | 岩男潤子 | 「blue mirage (original full version)」                                  | 《VORTEX BLASTER》片頭主題曲                 |
| 1998年5月21日  | blue mirage                               | 岩男潤子 | 「blue mirage (moonlight mix)」                                          | 《VORTEX BLASTER》相關歌曲                   |
| 1998年11月28日 | Wizard's Harmony R                        | 岩男潤子 | 「奇跡」                                                                 | 遊戲《魔法師協奏曲R》片頭主題曲              |
| 1999年6月24日  | 《女惡魔人》高質感卡片典藏特輯CD 剎那之夢 | 岩男潤子 | 「」                                                                     | 電視動畫《女惡魔人》相關歌曲                 |
| 2007年11月7日  | 芬蘭在哪裡？                              | 谷山浩子 | 「」                                                                     | 與小室等、陰陽座、相曾晴日一起客串演唱       |
| 2013年1月23日  |                                           | 岩男潤子 | 「」                                                                     | 電視動畫《怪傑佐羅利》片尾主題曲             |
| 2014年7月29日  |                                           | Snake    | 「」                                                                     | 來自支援成員小提琴家真部裕的組合的單曲       |
| 2015年5月30日  |                                           | 岩男潤子 | 「」                                                                     | 廣播劇CD《》片尾主題曲                       |
| 2015年7月31日  |                                           | 岩男潤子 | 「」                                                                     | 廣播劇CD《》片尾主題曲                       |
| 2017年11月22日 | SQUARE ENIX JAZZ -FINAL FANTASY-          | 岩男潤子 | 「Melodies of Life ～Final Fantasy Jazz Arrangement (FINAL FANTASY IX)」 | 最終幻想系列樂曲的爵士樂編曲專輯             |

### 角色歌曲
| 發行日期 | 商品名稱                                               | 歌 | 樂曲                     | 備註                                   |
| 1994年   | 1994年                                                 | 1994年 | 1994年                   | 1994年                                 |
| -------- | ------------------------------------------------------ | --- | ------------------------ | -------------------------------------- |
| 11月18日 | 1930♥最棒的瑪麗莎                                      | 瑪麗莎（岩男潤子）與最棒的夥伴 | 「」                     | 電視動畫《奪寶奇謀》形象歌曲           |
| 1996年   |                                                        | |                          |                                        |
| 4月17日  |                                                        | 魔法使隊 | 「」                     | OVA《魔法使俱樂部》片頭主題曲          |
| 7月26日  | 「NOëL NOT DiGITAL」限定版特典CD                       | 佐野倉惠壬（岩男潤子） | 「」                     | 遊戲《NOëL NOT DiGITAL》形象歌曲       |
| 9月25日  | 明天的記憶 featuring emi sanokura from NOëL            | 佐野倉惠壬（岩男潤子） | 「」 「」 「」 「」      | 遊戲《NOëL》相關歌曲                   |
| 12月21日 | Fire！                                                 | 雪原璃沙（岩男潤子） | 「Fire！」               | 遊戲《Little Steps》片頭主題曲         |
| 12月21日 | Fire！                                                 | 雪原璃沙（岩男潤子） | 「Believe in Yourself」  | 遊戲《Little Steps》片尾主題曲         |
| 1997年   |                                                        | |                          |                                        |
| 4月23日  | THE END                                                | 雪（岩男潤子） | 「THE END」              | OVA《Psycho Diver 魔性菩薩》片頭主題曲 |
| 4月23日  | THE END                                                | 雪（岩男潤子） | 「Warfare-Beware」       | OVA《Psycho Diver 魔性菩薩》片尾主題曲 |
| 1998年   |                                                        | |                          |                                        |
| 5月20日  | [ 注 14 ]                                              | 巳真兔季子（岩男潤子） | 「」                     | OVA《非常偶像Key》相關歌曲             |
| 6月17日  | 悠久幻想曲角色系列VOL.4 克萊爾·科蘭                    | 克萊爾·科蘭（岩男潤子） | 「」                     | 遊戲《悠久幻想曲》相關歌曲             |
| 6月17日  | 悠久幻想曲角色系列VOL.4 克萊爾·科蘭                    | 克萊爾·科蘭（岩男潤子） | 「」                     | 遊戲《悠久幻想曲》相關歌曲             |
| 6月17日  | 悠久幻想曲角色系列VOL.4 克萊爾·科蘭                    | 克萊爾·科蘭（岩男潤子） | 「」                     | 遊戲《悠久幻想曲》相關歌曲             |
| 6月17日  | 悠久幻想曲角色系列VOL.4 克萊爾·科蘭                    | 克萊爾·科蘭（岩男潤子） | 「」                     | 遊戲《悠久幻想曲》相關歌曲             |
| 6月24日  | 庫洛魔法使 Character Single TOMOYO                     | 大道寺知世（岩男潤子）、友枝小學合唱社                                                                                                 | 「」                     | 電視動畫《庫洛魔法使》相關歌曲         |
| 1999年   |                                                        | |                          |                                        |
| 12月1日  | 庫洛魔法使 友枝小學合唱社 聖誕音樂會                   | 大道寺知世（岩男潤子）、友枝小學合唱社                                                                                                 | 「」 「」 「」 「」 「」 | 電視動畫《庫洛魔法使》相關歌曲         |
| 2001年   |                                                        | |                          |                                        |
| 2月21日  | 庫洛魔法使Complete Vocal Collection                    | 木之本櫻（丹下櫻）、大道寺知世（岩男潤子）、可魯貝洛斯（久川綾）                                                                       | 「」                     | 電視動畫《庫洛魔法使》相關歌曲         |
| 2月21日  | 庫洛魔法使Complete Vocal Collection                    | 木之本櫻（丹下櫻）、大道寺知世（岩男潤子）                                                                                             | 「」                     | 電視動畫《庫洛魔法使》相關歌曲         |
| 2月21日  | 庫洛魔法使Complete Vocal Collection                    | 大道寺知世（岩男潤子）、友枝小學合唱社                                                                                                 | 「」 「」 「」 「」 「」 | 電視動畫《庫洛魔法使》相關歌曲         |
| 2月21日  | 庫洛魔法使Complete Vocal Collection                    | 大道寺知世（岩男潤子） | 「」 「」 「」           | 電視動畫《庫洛魔法使》相關歌曲         |
| 12月19日 | 庫洛魔法使 主題歌Collection                            | 木之本櫻（丹下櫻）、大道寺知世（岩男潤子）、李莓鈴（野上尤加奈）、佐佐木利佳（川上倫子）、柳澤奈緒子（本井英美）、三原千春（松本美和） | 「GET YOUR LOVE」        | 電視動畫《庫洛魔法使》形象歌曲         |
| 2005年   |                                                        | |                          |                                        |
| 2月23日  | 舞-HiME Character Vocal Album Vol.1 初戀方程式 第1樂章 | 日暮茜（岩男潤子） | 「」                     | 電視動畫《舞-HiME》相關歌曲            |

## 電視演出
- （NHK教育）（年輕時的祖母）
- 疑問科學（日语：はてな・サイエンス）（NHK教育）（大姐姐）
- 不可思議實驗科學館（NHK教育）
- BS暑假動畫特選（NHK BS2，1995年7月、8月）（主持人）
- 晚餐萬歲（日语：夕食ばんざい）（富士電視台）
- 新春宇宙特集2000（NHK BS1，2000年1月1日）
- 衛星動畫劇場（日语：衛星アニメ劇場）（NHK BS2，2000年3月21日）（《庫洛魔法使》最終回嘉賓）
- （東京電視網）（Angel Smile Special）
- （大分放送）
- DIRECT TELESHOP（日语：テレビショッピング研究所）
- 動畫天國（日语：アニメ天国） #12（Kids Station，2008年1月8日）
- 動畫Paradise（日语：アニメぱらだいす!） #739（Kids Station，2008年1月21日）
- Live Lab（MUSIC AIR，2012年5月14日 等）
- Anison Plus（日语：アニソンぷらす）（2013年1月14日、3月11日。還負責2013年3月的片尾曲）
- Anison Days（日语：Anison Days）（2018年6月10日）
- Club AT-X （AT-X，2023年10月7日）

### 網路
- 岩男潤子的甜蜜推文時間（Sky Cladde TV、niconico直播，2010年—2015年）
- 岩永哲哉與Jenya的「熱情教室」（niconico直播，第2回嘉賓）
- 岩男潤子的GANNAMA！（niconico直播，2016年1月26日—2016年7月21日）
- 岩男潤子的企鵝咖啡館（niconico直播，2017年1月28日—2021年6月）

## 其它
- 水木茂咯咯咯的妖怪樂園（小鳥A）
- Voice Jockey（iTunes用音頻內容）
- 傳奇之節 2011（VTR演出）
- 傳奇之節 2013（活動中角色扮演成敏特·亞德涅特。這套服裝是粉絲送的禮物）
- 傳奇之節 2014
- 傳奇之節 2020
- 傳奇之節 2023
- 傳奇之節 2025
- comflight（2014年）—在位於高田馬場的四谷天窗.comfort（日语：四谷天窓）舉辦的10週年紀念現場活動。11支隊伍參加。
- 大家的歌（日语：みんなのうた）（獻唱）（NHK）
- Let's天才兒童MAX（NHK教育）（大分どちゃもん おにりぃた）
- （NHK教育）（大分どちゃもん おにりぃた）
- （獻唱形象歌曲。也出現在2023年東京電玩展的活動舞台上[70]）

### 寫真集等
- 《Sylph the Eternal》（1996年8月20日，主婦之友社（日语：主婦の友社））
- （1996年10月25日，萬代影視）
- （2000年2月18日，音樂專科社（日语：音楽専科社））
- （2014年6月27日，G.B出版）
- （《Comptiq》聯名連載，角川書店）

## 腳註

## 相關項目
- 齋藤貓（日语：斎藤ネコ）—為她企劃製作第3張專輯《Entrance》。
- 谷山浩子（日语：谷山浩子）—為她提供並企劃製作了多首歌曲，包括第4張專輯《kimochi》。
- 崎谷健次郎（日语：崎谷健次郎）—為她的第4張專輯《kimochi》提供了多首歌曲。
- 相曾晴日（日语：相曽晴日）—提供許多歌曲。在事業上和私下都關係密切，並一起舉辦了一場名為的音樂會。
- 川村龍（日语：川村竜）—2009年以來不僅負責音樂的企劃製作，還負責一般活動。年輕的木貝司演奏者第一人。

## 外部連結
- （日語）—岩男潤子的官方個人網站。
- 岩男潤子的X（前Twitter） （日語）
- （日語）—岩男潤子的官方個人部落格。
- ，存于 （日語）—niconico頻道
- YouTube上的岩男潤子官方頻道 （日語）
- YouTube上的岩男潤子說書頻道 （日語）
- JUNJUN PAGE （日語）—（舊）岩男潤子的官方個人網站。